# Georg-Christoph-Lichtenberg-Schule (Kassel)
Die Georg-Christoph-Lichtenberg-Schule (kurz: LG) ist das Gymnasium des Landkreises Kassel. Im Schuljahr 2017/18 wird die Lichtenberg-Schule von etwa 1250 Schülern besucht.

## Geschichte
Die Georg-Christoph-Lichtenberg-Schule in Kassel existiert unter diesem Namen als grundständiges Gymnasium des Landkreises Kassel seit 1993. Sie ist hervorgegangen aus dem ehemaligen Oberstufengymnasium Kassel-Oberzwehren (OSGO), welches 1973 gegründet wurde. Die Schule wurde nach dem Mathematiker und Physiker Georg Christoph Lichtenberg benannt.

## Schwerpunkte
Besondere Schwerpunkte / Angebote der Georg-Christoph-Lichtenberg-Schule sind:
- Schule mit Schwerpunkt Musik
- Begabungszentrum Mathematik (zuvor Leuchtturmschule Mathematik)

Seit der Gründung des Oberstufengymnasiums Kassel-Oberzwehren im Jahr 1973 war der mathematisch-naturwissenschaftliche Unterricht einer der Schulschwerpunkte, was sich unter anderem in hohen und stabilen Einwahlzahlen in Mathematik- und naturwissenschaftlichen Leistungskursen zeigte. Sehr früh in der Schulgeschichte entwickelte sich zudem mit dem Fach Informatik ein weiterer Baustein des Schulprofils. Neben der Durchführung von Informatik-Grund- und Leistungskursen bereits in den 1970er-Jahren bis heute führte dies zu einem Angebot, neben der Allgemeinen Hochschulreife zunächst parallel zur Oberstufenzeit, später in einem 14. Schuljahr die Ausbildung zum Mathematisch-Technischen Assistenten (MaTA) zu absolvieren. Dieser Ausbildungsgang wurde letztmals im Jahr 2012 angeboten, danach kamen mangels Nachfrage keine weiteren Klassen zustande.
Insbesondere seit der Erweiterung zu einem grundständigen Gymnasium ab Jahrgangsstufe 5 im Jahr 1993 erweiterte sich der mathematische Schwerpunkt der Georg-Christoph-Lichtenberg-Schule mit Angeboten, die über den reinen Fachunterricht deutlich hinausgehen. So gehören Samstagsakademien (Leuchtturmtreff für Schülerinnen und Schüler der Jahrgänge 5–7 sowie Leuchtturmakademien, später MatheWerkstattMedien für ältere Schüler), ein wöchentliches stattfindendes Mathematische Café zur Vorbereitung auf die Teilnahme an Mathematikwettbewerben, die Mathematik-AG (auch für Schüler von Grundschulen) sowie ein Angebot im Frühstudium in Kooperation mit der Universität Kassel fest zum Programm der Schule. Diese mathematische Schwerpunktsetzung wurde vom Hessischen Kultusministerium 2006 mit der Zuerkennung des Titels „Leuchtturmschule Mathematik des Hessen“ gewürdigt. Nach Auslaufen dieses Landesprogramms im Jahr 2012 erhielt die Georg-Christoph-Lichtenberg-Schule in direkter Fortsetzung in Anerkennung der Aktivitäten als Leuchtturmschule vom Hessischen Kultusministerium den Titel „Begabungszentrum Mathematik“ verliehen.
- CERTILingua-Schule
- MINT-EC-Schule

Die Georg-Christoph-Lichtenberg-Schule ist die einzige Schule in Stadt und Landkreis Kassel, die Mitglied im nationalen Excellence-Schulnetzwerk mathematisch-naturwissenschaftlicher Schulen ist. Entsprechend begabte und interessierte Schüler haben dadurch Zugang zu einem breiten Veranstaltungs- und Förderprogramm in Universitäten und der Industrie, für die Lehrkräfte der Lichtenberg-Schule ergeben sich qualitativ hochwertige Fortbildungsangebote.
- Talentförderzentrum Handball
- Medienschule

Aus dem Profilschwerpunkt Informatik (siehe Begabungszentrum Mathematik (zuvor Leuchtturmschule Mathematik)) in Verbindung mit der damit zur Verfügung stehenden Rechnerausstattung entwickelten sich ab 2004 Konzepte zur Einbindung Digitaler Medien in den Unterricht. Für die Entwicklung von solchen Konzepten wurde die Georg-Christoph-Lichtenberg-Schule im Rahmen der Medieninitiative Schule@Zukunft in die „TopTen“ der Medienschulen des Landes Hessen aufgenommen. In den Folgejahren wurden durch Investitionen des Schulträgers sowie durch das Verwenden von Drittmitteln schulische Rahmenbedingungen geschaffen, die zur verstärkten Entwicklung von Unterrichtseinheiten mit Nutzung von Tablets und Mobilrechnern führten. Dies führte ab 2013 zu einem EU-Comenius-Regio-Projekt „Paducation“, welches gemeinsam mit Partnern aus Schweden und Kassel die Entwicklung von sogenannten „Mobile learning scenarios“ zum Inhalt hatte. Ab 2016 wird in Fortführung dieser Entwicklung erstmals eine Klasse im Rahmen einer sogenannten „1:1-Lösung“ Tablet-Computer, die den Schülern dauerhaft zur Verfügung stehen, einsetzen. Für alle anderen Mitglieder der Schulgemeinde steht eine von Schülern betriebene Medienausleihe zur Verfügung, in welcher für schulische Zwecke Tablets, Laptops, Beamer und Kameras ausgeliehen werden und in welcher gleichzeitig ein IT-Support angeboten wird.
- Junior-Ingenieur-Akademie
- Parallelmodell G8/G9

## Bekannte Schüler
- Matthias Altenburg (* 1958), Journalist und Schriftsteller